# 幸福なラザロ
『幸福なラザロ』（こうふくなラザロ、Lazzaro felice）は、2018年のイタリアのドラマ映画。監督はアリーチェ・ロルヴァケル、出演はアドリアーノ・タルディオーロとアルバ・ロルヴァケルなど。無垢なる魂を持った青年ラザロが現代にもたらす奇跡を寓話風に描いた作品で、1980年代にイタリアで実際にあった詐欺事件をモチーフにしている。
第71回カンヌ国際映画祭で脚本賞を受賞したほか、第90回ナショナル・ボード・オブ・レビュー賞で外国語映画トップ5に選出された。

## ストーリー
外界から隔絶したイタリアの村。村人たちは、小作人の所有がすでに違法であることも知らず、侯爵夫人のタバコ農園で労働させられていた。 純朴な青年ラザロは、ある日村へやって来た侯爵夫人の息子タンクレディと親しくなる。母親に反発するタンクレディは、ラザロに狂言誘拐の協力をさせるが、村に外部の人間を呼び込む騒動に発展し、侯爵夫人の悪行も明るみとなる。長年騙されていた村人たちは保護され、村を去る。一方ラザロは、隠れ家にいるタンクレディのもとへ向かう途中、警察のヘリコプターに気を取られて崖から転落。崖下で気を失ったラザロが目覚めた時には何年もの月日が経っており、村は無人となっていた。ラザロは村をあとにし、これまで行ったことのない都会へ向かう。たどり着いた都会で、元村人の女性アントニアと再会する。 アントニアは全く年を取っていないラザロに驚き、村があの後どうなったかを彼に伝える。アントニアはかつての村人たちと共に、詐欺などで金銭を稼ぎながら貧しく暮らしていた。ラザロは侯爵夫人の犯罪についても教えられるが、それでもタンクレディを探そうとする。そして元村人たちと都会で生活を続けていたある日、偶然タンクレディとも再会を果たす。彼が銀行に家の財産を奪われたと聞かされたラザロは銀行へ赴き、タンクレディに財産を返してほしいと頼む。当初ラザロを銀行強盗と勘違いし恐れていた人々は、ラザロが銃を持っていないことに気付くと、彼を殴り殺した。

## キャスト
- ラザロ: アドリアーノ・タルディオーロ
- アントニア: アルバ・ロルヴァケル
  - 若い頃: アニェーゼ・グラツィアーニ
- タンクレディ: トンマーゾ・ラーニョ（イタリア語版）
  - 若い頃: ルカ・チコヴァーニ
- ウルティモ: セルジ・ロペス
- ニコラ: ナタリーノ・バラッソ（イタリア語版）
- アルフォンシーナ・デ・ルーナ侯爵夫人: ニコレッタ・ブラスキ
- テレーザ: エリザベッタ・ロケッティ（イタリア語版）

## 作品の評価
Rotten Tomatoesによれば、90件の評論のうち高評価は91%にあたる82件で、平均点は10点満点中7.8点、批評家の一致した見解は「『幸福なラザロ』は、友情の浮き沈みを、テーマ性と映画的な深みに満ちた描写のための十分に広大なキャンバスとして使っている。」となっている。
Metacriticによれば、27件の評論のうち、高評価は26件、賛否混在は1件、低評価はなく、平均点は100点満点中87点となっている。

## 外部サイト
- 公式ウェブサイト（日本語）
- 幸福なラザロ - allcinema
- 幸福なラザロ - KINENOTE
- Lazzaro felice - IMDb（英語）